# (1432) Ethiopia
(1432) Ethiopia ist ein Asteroid des Hauptgürtels, der am 1. August 1937 vom südafrikanischen Astronomen Cyril V. Jackson in Johannesburg entdeckt wurde.
Der Name des Asteroiden ist von Äthiopien abgeleitet, das damals auch Abessinien genannt wurde.